# Rodfrugter
Rodfrugter er fællesbetegnelse for en række grøntsager, hvor det hovedsageligt er roden, der anvendes, rodknolde eller en fortykkelse på stænglen under jordoverfladen. Nogle rodfrugter er opdaget af de første jæger- og samlersamfund, andre er forædlet gennem udvælgelse og dyrkning. 
I nogle tilfælde, eksempelvis rødbeder, anvendes også unge skud (blade) til salater. Modsat andre frugter optræder roden i rodfrugter ikke som skjul for kerner til formering, dog med undtagelse af kartofler, som kan formeres gennem skud fra rodknoldene. Planten bruger knoldene eller fortykkelsen af stænglerne som forråd. Nogle rodfrugter er toårige og opsamler næring i det første vækstår for at kunne bruge den til stok, blomster og frø den efterfølgende sæson. Betegnelsen frugt er formodentligt tilføjet på grund af det spiselige "frugtkød" i roden. 
Biologisk tilhører rodfrugter vidt forskellige grupper af planter, se beskrivelsen af de enkelte planter, som er oplistet nedenfor.

## Rodfrugter
- Gulerødder
- Radise
- Peberrod
- Jordskok
- Kartofler
- Knoldselleri
- Kålroe (eller Kålrabi)
- Persillerod
- Rødbede
- Sukkerroe
- Majroe
- Yams
- Ingefær
- Pastinak

## Anvendelse
Rodfrugter skal som et minimum vaskes grundigt før brug for at undgå jordbakterier og anden forurening, og ofte skrælles rodfrugterne også. De kan spises hele rå, rives eller skæres i tern, dampes, koges, bages eller bruges i supper eller sammenkogte retter.